# Yōgen-in
Yōgen-in (japonès: 養源院) és un temple budista de l'escola Kengōin-ha de la branca Jōdo Shinshū (part del budisme Terra Pura) situat al districte Higashiyama, de la ciutat de Kyoto. El principal objecte de culte és Amida Nyorai. Es troba al costat del famós Sanjūsangen-dō. El nom de Yōgen-in prové del nom familiar d'Azai Nagamasa. Originalment era un temple de la secta Tendai.

## Història
Es va construir l'any 1594 per Yodo-dono, la segona esposa de Toyotomi Hideyoshi, en memòria del seu pare Azai Nagamasa i del seu avi Azai Hisamasa en el 21è. aniversari de les seves morts. Yogen-in és el nom del temple familiar de Azai Nagamasa i del Clan Azai. El fundador del temple va ser un monjo anomenat Seihaku Hoin, descendent del clan Azai. Hideyoshi va donar 300 koku de territori al temple.
El 7 de maig de 1616, Oeyo, la germana petita de Yodo-dono i esposa de Tokugawa Hidetada, el segon shogun Tokugawa, va ordenar dedicar el temple a la memòria de Yodo-doni i el seu fill Toyotomi Hideyori que havien mort durant el setge d'Osaka el maig de l'any anterior 1615.
Va ser destruït per un incendi causat per un llamp el 1619, però va ser reconstruït el 1621 a petició d'Oeyo. Després d'això, es va convertir en un temple budista familiar del clan Tokugawa. El sostre del passadís és famós com el «sostre de sang» perquè està fet amb taulons provinents del Castell de Fushimi tacats amb la sang dels samurais que es van suïcidar després de la derrota del setge de Fushimi. Les pintures de les 12 portes corredisses (fusuma) i de les 8 portes de cedre de la sala principal (hondō) són obres de Tawaraya Sōtatsu.
Originalment era un temple de la secta Tendai, però el 1945, després de la Segona Guerra Mundial, es va convertir a l'escola Jōdo Shinshū.

## Sales
- Sala principal hondō (Important Bé Cultural). Es diu que aquesta sala va ser traslladada a partir de la sala de Toyotomi Hideyoshi al Castell de Fushimi, que va ser destruït el 1619. En particular, es diu que el Botan no Ma era el lloc d'estudi de Hideyoshi. Els sostres dels corredors central, esquerre i dret de la sala principal i es coneixen com a sostres de sang.
  - Es diu que els sostres provenen dels terres de fusta que hi havia al castell de Fushimi. Durant el setge de Fushimi, preludi de la batalla de Sekigahara, més de 2.000 soldats liderats per Torii Mototada van defensar el castell fins a la mort i, al final, es van suïcidar fent seppuku. Es diu que els terres no es van netejar des d'agost fins ben entrat el setembre amb la calor persistent de l'estiu i, com a resultat, encara queden s'hi poden veure taques de sang. També es troben sostres sagnants similars als temples de Hōsen-in, Shoden-ji i Genkō-an.
  - Corredor d'Uguisubari. Es diu que Jingoro Hidari, un fuster i escultor de principis del període Edo que és famós pel gat adormit del Nikkō Tōshō-gū, va fer aquest passadís.
  - Pintures dels fusuma i pintures de les portes de cedre: hi ha importants béns culturals de Sotatsu Tawaraya, que es diu que van ser pintades per commemorar els esperits dels soldats que es van suïcidar al castell de Fushimi.
- Gomado (Important Bé Cultural)
- Kuri
- Jardí (lloc designat per la bellesa paisatgística de la ciutat de Kyoto): un jardí amb un estany i un estany, creat per Kobori Enshu.
- Tomba de Sugen-in, construida per Tokugawa Kazuko .
- Campanar (Important Bé Cultural)
- Dainichi Nyorai-do
- Santuari amb les deïtats consagrades: Shirataka Ryujin, Akato Myojin, Shiratama Myojin. Està consagrat a l'arbre Yamamomo, que és un arbre conservat designat per la ciutat de Kyoto.
- Porta del mig (Important Bé Cultural)
- Porta de l'Enviat Imperial (Porta Nord)
- Bishamonten
- Byakui Benzaiten-do
- Estany de Benten
- Sanmon (porta sud, Important Bé Cultural)